# Eutelia indica
Eutelia indica är en fjärilsart som beskrevs av Clayton Dissinger Mell 1943. Eutelia indica ingår i släktet Eutelia och familjen nattflyn. Inga underarter finns listade i Catalogue of Life.